# Fontainebleau-i ediktum

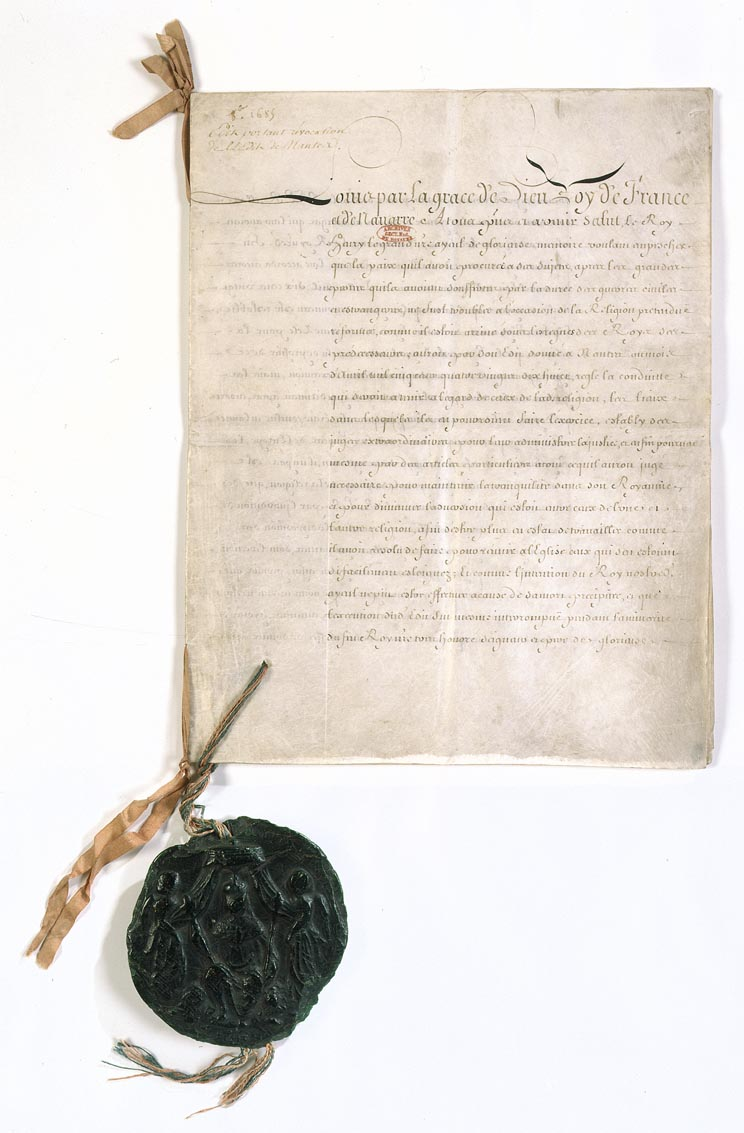
A fontainebleau-i ediktum egy lapja

A fontainebleau-i ediktumot 1685 októberében adta ki XIV. Lajos francia király. Az ediktum a nantes-i ediktum eltörlésére is szolgált, illetve lényege a hugenották ellehetetlenítése a Francia Birodalmon belül. A Napkirály a hugenották ellen vívott háború lezárásaként tekintett rá, és az egységes birodalom képét akarta igazolni vele.

## Előzménye
XIV. Lajos álma egy egységes birodalom volt, mind politikai, mind vallási tekintetben. Ennek érdekében trónra kerülése után körülbelül 10 évvel megkezdte a vallási egységesítést, amely két időszakra osztható. Elsőként 1656–1679 között jogilag próbálta lehetetlenné tenni a hugenották életét. A nantes-i ediktumban foglaltakat a legszigorúbban vették, azaz ami nem volt megengedve az 1598-as ediktumban, az nem is volt megengedve a hugenottáknak. 1665-ben foglalt rendelkezések szerint a református szülők gyermekei szülői engedély nélkül térhettek át katolikus vallásra. 

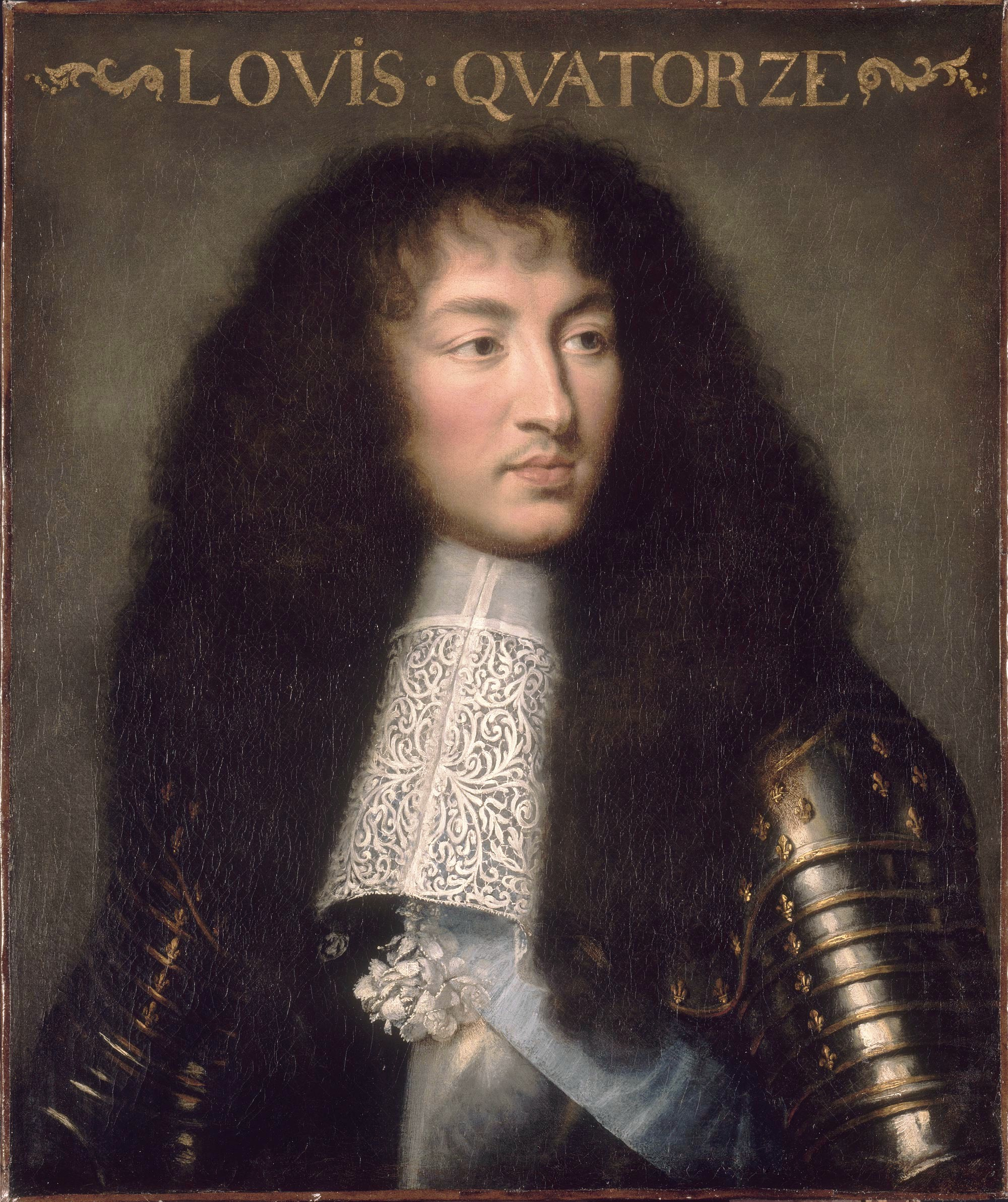
XIV. Lajos francia király

 1666-ban pedig megszabták, hogy a lelkészek csak suttogva beszélhetnek a börtönben levő rabokhoz, illetve a temetéseken tilos zsoltárokat énekelni, s csak reggel és késő délután szabad temetni. 1671-ben szabályozták a református iskolákat. A király ez idő alatt korlátozta a hugenották polgári tevékenységeit is, ugyanis megtiltotta, hogy bármilyen mesterségnek a mesterei legyenek, így csak kereskedelemmel és földműveléssel foglalkozhattak.

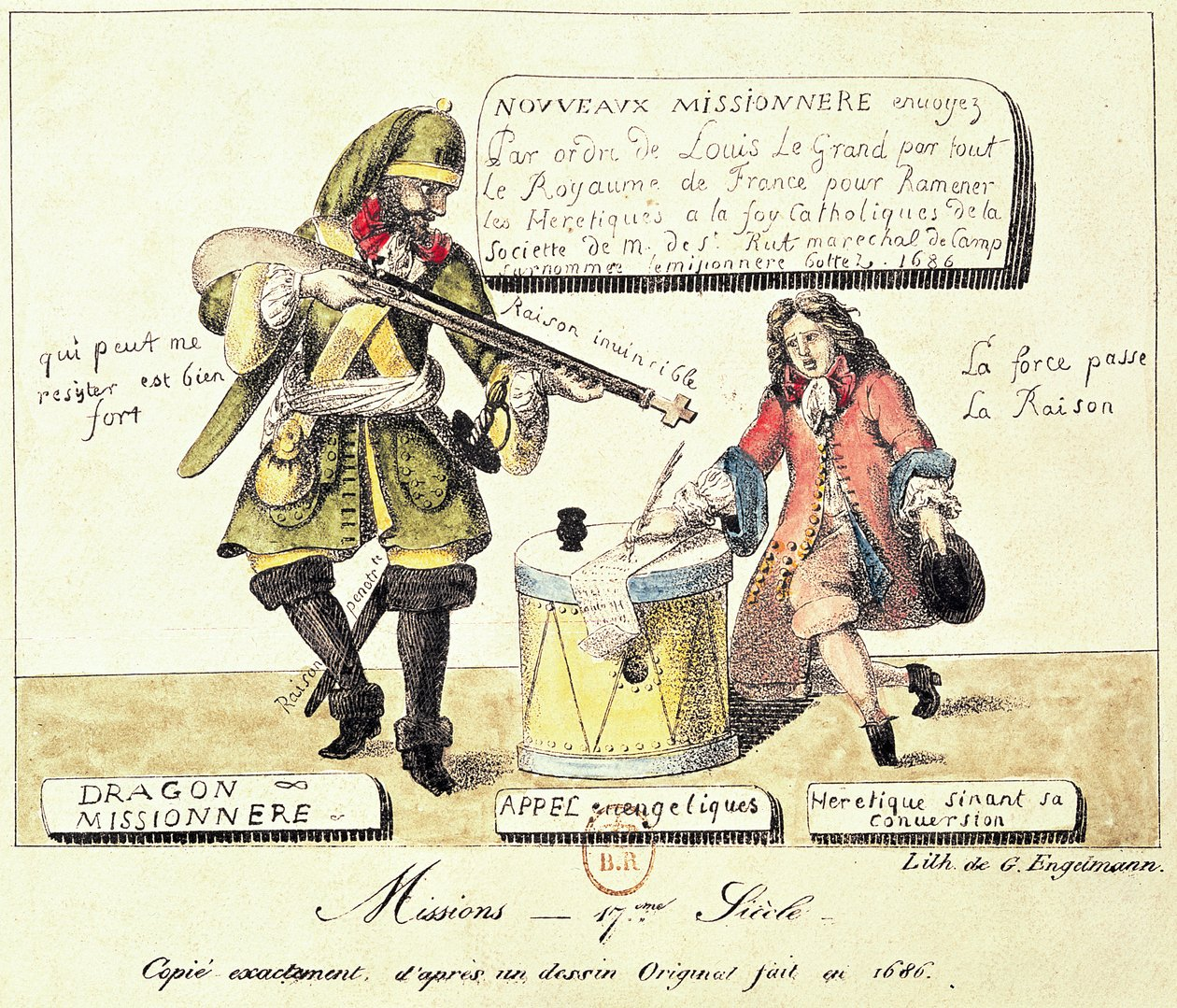
A dragonyosok addig maradtak egy-egy családnál, amíg az át nem tért katolikus vallásra. Az esemény az európai történetírásban „dragonnades” néven maradt fenn

A második időszak 1679 után következett, ezek az erőszak évei voltak. A király dragonyos katonákat küldött minden református családba. Számukra minden erőszak megengedett volt, akár eladhatta a család tulajdonait, vagy leégethette a házukat is. A dragonyosok addig maradtak egy-egy családnál, amíg az át nem tért katolikus vallásra. Az esemény az európai történetírásban „dragonnades” néven maradt fenn. A király betiltotta továbbá a vegyes házasságokat, a gyerekek áttérését már 7 éves kortól engedélyezte. Ezt követően megnőtt az áttértek száma, és radikálisan csökkent a reformátusoké. Az uralkodó pedig biztosnak érezte sikerét, így került sor a fontainebleau-i ediktumra.

## A fontainebleau-i ediktum tartalma összefoglalóan
- 1. cikkely: A birodalmon belüli összes református templom lerombolását határozta meg.
- 2. és 3. cikkely: Mind a két cikkely betiltja a „reformált vallás”, azaz református vallás gyakorlásának minden formáját.
- 4. cikkely: Amely lelkipásztor nem tér át a katolikus vallásra, annak el kell hagynia az országot.
- 5. cikkely: Amelyik lelkész áttér katolikus vallásra, az pénzjutalomban részesül.
- 6. cikkely: Az áttért lelkészek számára megkönnyítik az ügyvédi hivatás gyakorlását.
- 7. cikkely: Betiltja a különálló, azaz a katolikustól eltérő, református oktatást.
- 8. cikkely: A református szülők gyermekeit katolikusként kell megkeresztelni, különben pénzbírságot rónak ki a szülőkre.
- 9. cikkely: A külföldre menekült reformátusok 4 hónapon belül visszatérhetnek, és visszakapják az elkobzott vagyonukat.
- 10. cikkely: Megtiltja a reformátusoknak az országból való kivándorlást, illetve vagyonuk kimenekítését.
- 11. cikkely: A hugenották számára teljes szabadságot és háborítatlanságot biztosít, amennyiben nem gyakorolják református vallásukat.

## További információ
- Fontainebleu-i ediktum. In: Kora Újkori Egyetemes Történeti Szöveggyűjtemény. Szerk.: Poór János. Osiris Kiadó, Budapest, 2000